# Palais de Tchesmé
Le palais de Tchesmé ou palais Tchesmé (en russe : Чесменский дворец) est un palais impérial hospitalier, servant de relais, d'étape, situé à Saint-Pétersbourg. C'est l'architecte Georg Friedrich Veldten qui a dirigé sa construction, à la demande de l'impératrice Catherine II. Le style est pseudo-gothique russe. Avec l'église de Tchesmé, il représente un ensemble unique près de la perspective Moskovski (rue Gastello 15 au croisement avec la rue Lensoveta).
Son nom lui vient de la victoire de la flottille des Russes de Catherine II sur celles de l'Empire ottoman lors de la bataille de Tchesmé en 1770.

## Histoire
La zone où est construit ce palais était très marécageuse et s'appelait le marais des grenouilles ou kikeriki (finnois : kikerikesen). Les terres où il est implanté sont gagnées par la Russie du fait de la Grande guerre du Nord contre les Suédois. En 1717 la réalisation de la perspective Moskovski vers Tsarskoe celo a donné son développement à ce quartier au sud de la ville de Saint-Pétersbourg.

### XVIIIesiècle

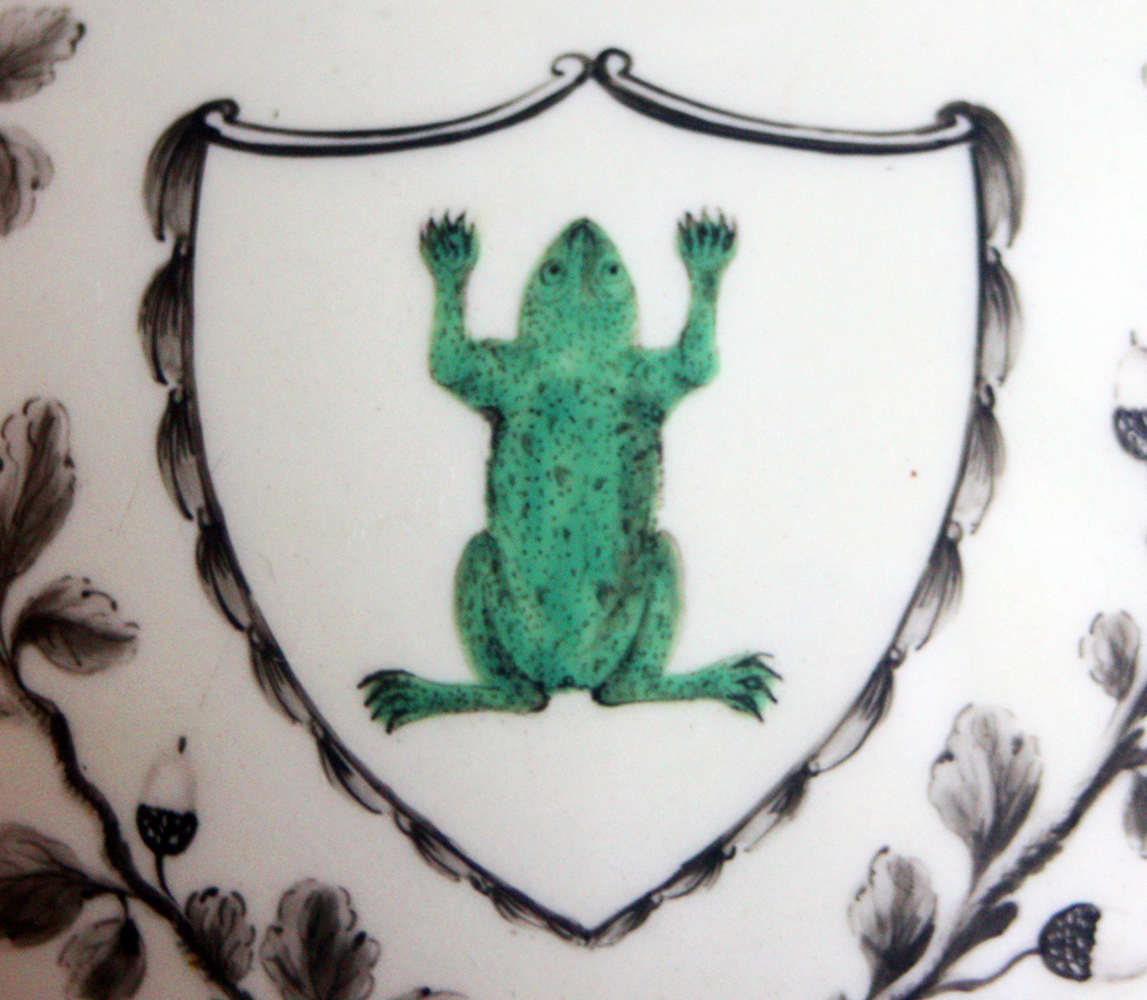
Symbole du palais kikerikiksenski sur le service avec grenouille verte

En 1774, Catherine II ordonne la construction le long la Perspective Moskovski, à hauteur de la 7e verste un palais hospitalier, pour se reposer lors de ses voyages à sa résidence d'été à Tsarkoe Selo. La construction du palais est confiée à Georg Friedrich Veldten. Elle est réalisée en même temps que l'église de Tchesmé L'église de la Nativité de Saint-Jean-Baptiste du Palais de Tchesmé ou église de Tchesmé est réalisée en 1777. L'impératrice visitait souvent son palais étape quand elle venait fêter la fête de Saint Jean-le-Baptiste.
La salle ronde du premier étage était utilisée par l' ordre impérial et militaire de Saint-Georges pour les rencontres avec l'impératrice. C'est là que Mikhaïl Koutouzov, Alexandre Souvorov et beaucoup d'autres se virent remettre les insignes du principal ordre militaire de la Russie.
Selon la légende c'est précisément lorsque l'impératrice passait par la 7e verste qu'un messager vint la prévenir de la victoire de la Russie à la bataille de Tchesmé. Mais cette légende semble avoir peu de rapport avec la réalité. En effet, durant les neuf premières années de son existence la palais s'appelait Kekeikeksinski selon les origines finlandaises de son nom. Il n'est appelé palais Tchesmé qu'à partir de 1780 le jour du dixième anniversaire de la victoire de la Russie à la bataille du même nom.
En 1796, l'impératrice Catherine meurt et c'est Paul Ier qui prend le pouvoir. L'empereur préfère Gatchina à Tsarskoe Selo et le palais Tchesmé ne se trouvant plus sur le trajet, il est délaissé par l'empereur.
Il essaye toutefois de le transformer en hospice ou en hôpital. Mais cela ne se réalise pas. En 1799 une commission spéciale trouve que ce palais ne convient pas pour y installer une infirmerie de l'ordre de Saint-Jean de Jérusalem.

### XIXesiècle

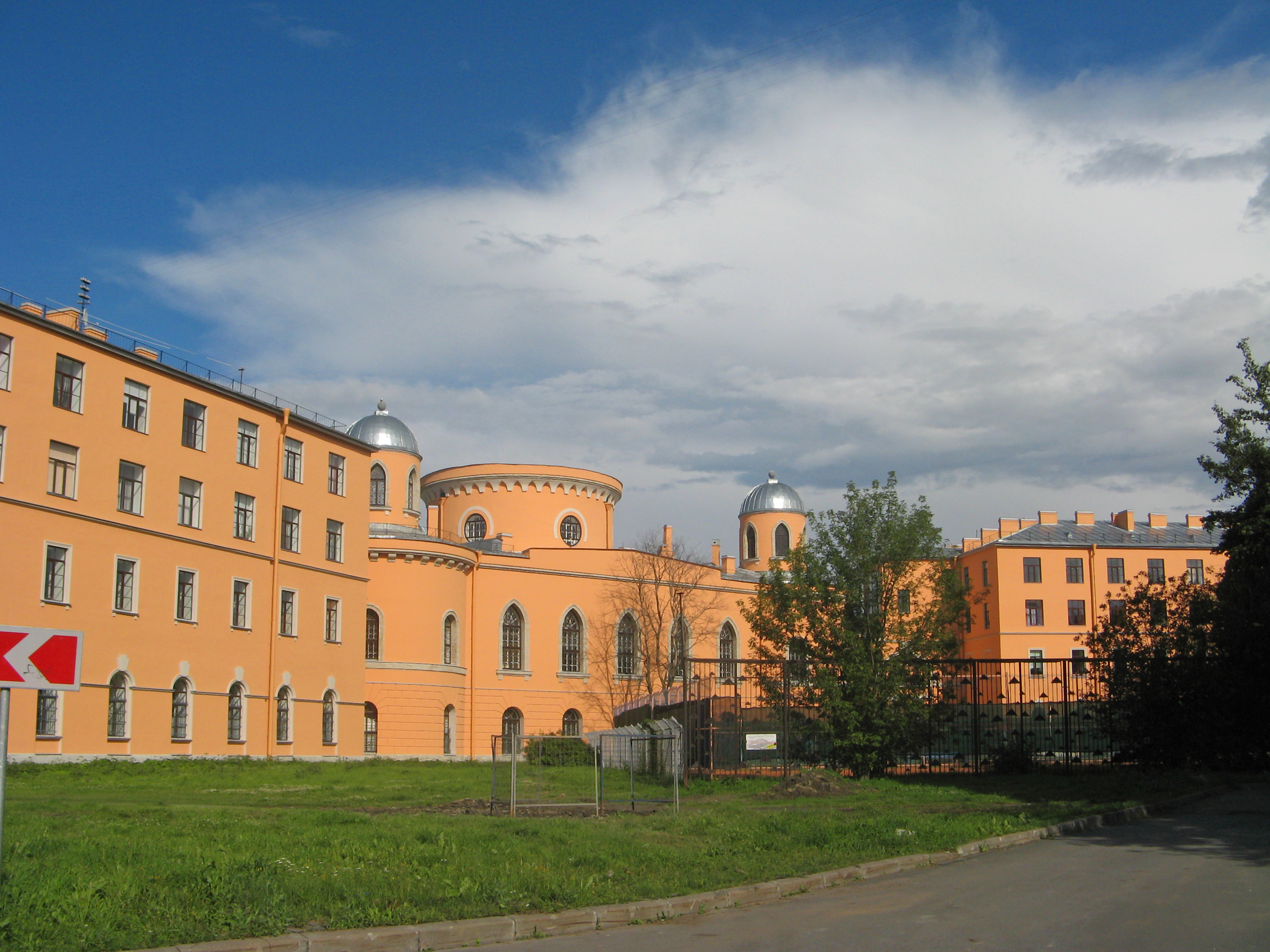
Le palais après sa remise en couleur en juillet 2016

L'église de Tchesmé était toujours froide et il était difficile d'y assister à des services religieux d'hiver. C'est pourquoi le 11 décembre 1811 au rez-de-chaussée de la tour située à l'Est est consacrée une église de la Nativité qui elle est chauffée. Des objets liturgiques précieux y sont apportés provenant de l'Ermitage ainsi qu'une iconostase du tsar Alexis Ier.
Comme c'était un palais-relais il était souvent vide. Durant le règne de l'empereur Alexandre Ier il n'est utilisé que deux fois et pas pour sa destination initiale mais en qualité de maison de vacances pour l'Institut Catherine pour jeunes filles nobles.
Au printemps 1826, Nicolas I ordonne de transférer le corps de son frère Alexandre, mort le Ier décembre 1825 à Taganrog en Ukraine, dans l'église de la Nativité. Dans la nuit du 5 au 6 mars 1826 le cercueil en bois venant de Taganrog est remplacé par un cercueil en bronze et un cortège funèbre le conduit au lieu des funérailles dans la capitale. La même année, du 12 au 14 juin, le corps d'Élisabeth Alexeïevna de Russie, épouse d'Alexandre Ier de Russie est déposé dans ce même palais Tchemsé pendant quelques jours avant l'enterrement.
En 1830, l'utilisation du palais comme étape pour les empereurs a pris fin. Il est transféré à un autre département. Une maison-dieu y est ouverte. Puis en 1831 le palais change de propriétaire et passe dans le département du patrimoine militaire.
Des travaux sont entrepris pour y installer un asile pour les vétérans, invalides de la guerre contre Napoléon. Les deux tours sont flanquées de deux ailes. Une église d'hiver est installée au premier étage dans la grande salle ronde. C'était là que se réunissait l'ordre de Saint-Georges. Le 23 juin 1832, l'église d'hiver est consacrée en présence de l'empereur Nicolas II.
Pour y créer une zone de loisir et de convalescence, la forêt qui se trouvait autour de l'étang a été abattue et un parc médical a été créé. Ce sont 500 bouleaux qui forment la base de la zone arbustive créée. L'ancienne porte en pierre a été démolie et remplacée par une nouvelle. Du côté de la route de Moscou le parc est délimité par une clôture en fonte.
Quatre ans et quatre jours après la consécration de l'église d'hiver, Nicolas I ouvre solennellement l'hospice. Plus tard il est appelé Nicolaïveska. À l'origine, il était conçu pour offrir 400 places pour des soldats et 16 places pour des officiers. Plus tard chaque aile s'est composée de deux étages et la capacité de la maison de soin s'est accrue d'autant.

### Époque contemporaine
L'hospice est fermé à partir de 1919, et le bâtiment sert alors de camp de concentration appelé Tchesmenka. En 1930, il est transmis à l'Institut routier et en 1941 à l' Institut d'aéronautique de Leningrad. Durant la Grande guerre patriotique le palais et l'église ont beaucoup souffert du siège de Leningrad. En 1946, le palais est restauré par l'architecte А. В. Koriaguine, et on y installe l' Institut universitaire d'État d'instrumentation aéronautique et cosmique de l'Université d'État de Saint-Pétersbourg.

## Architecture

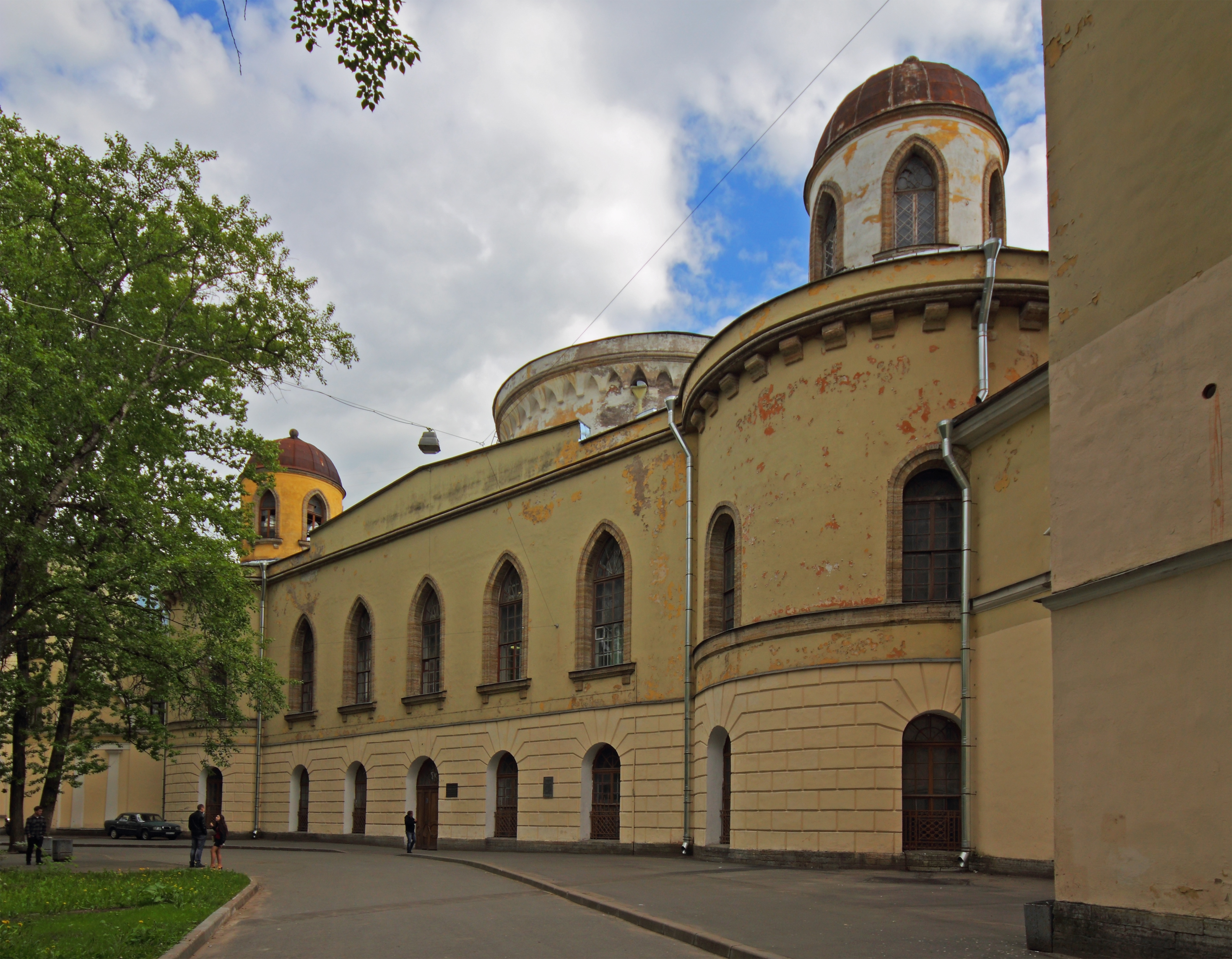
Façade nord rue Gastello

Plan du palais

Le palais et le parc sont créés en style gothique et à la fin du XVIIIe siècle l'ensemble formera un ensemble romantique. Il comprenait le palais lui-même, les bâtiments de service et l'église de Tchesmé. C'est le premier complexe d'importance de style pseudo-gothique russe dans les environs de Saint-Pétersbourg.
La zone marécageuse était entourée par un fossé qui servait à drainer le site et imitait en même temps un système de douve autour du palais. Deux portes d'entrée sont construites du côté de la Perspective Moskovski dans l'épaisseur du mur crénelé, et sont complétées par une grande et une petite tour de guet.
Le plan du palais est un triangle dont chaque côté mesure 40 mètres de longueur. Les coins sont formés par des tours surmontées d'une lanterne à dôme hémisphérique. Les pièces du palais sont situées sur le périmètre du triangle formé. À l'intérieur du triangle est inscrit un cercle. C'est dans ce cercle que se trouve la salle d'apparat du premier étage. Les murs extérieurs dominent de leur masse l'ensemble de la silhouette et forment une espèce de couronne crénelée. À l'origine le rez-de-chaussée présentait des murs de style bugnato, leur partie supérieure étant formée au premier étage d'un appareillage nu. Le volume massif du palais, dont les façades sont entrecoupées de fenêtres à lancettes aux deux niveaux, devait être associée à l'image sévère de l'époque des chevaliers.

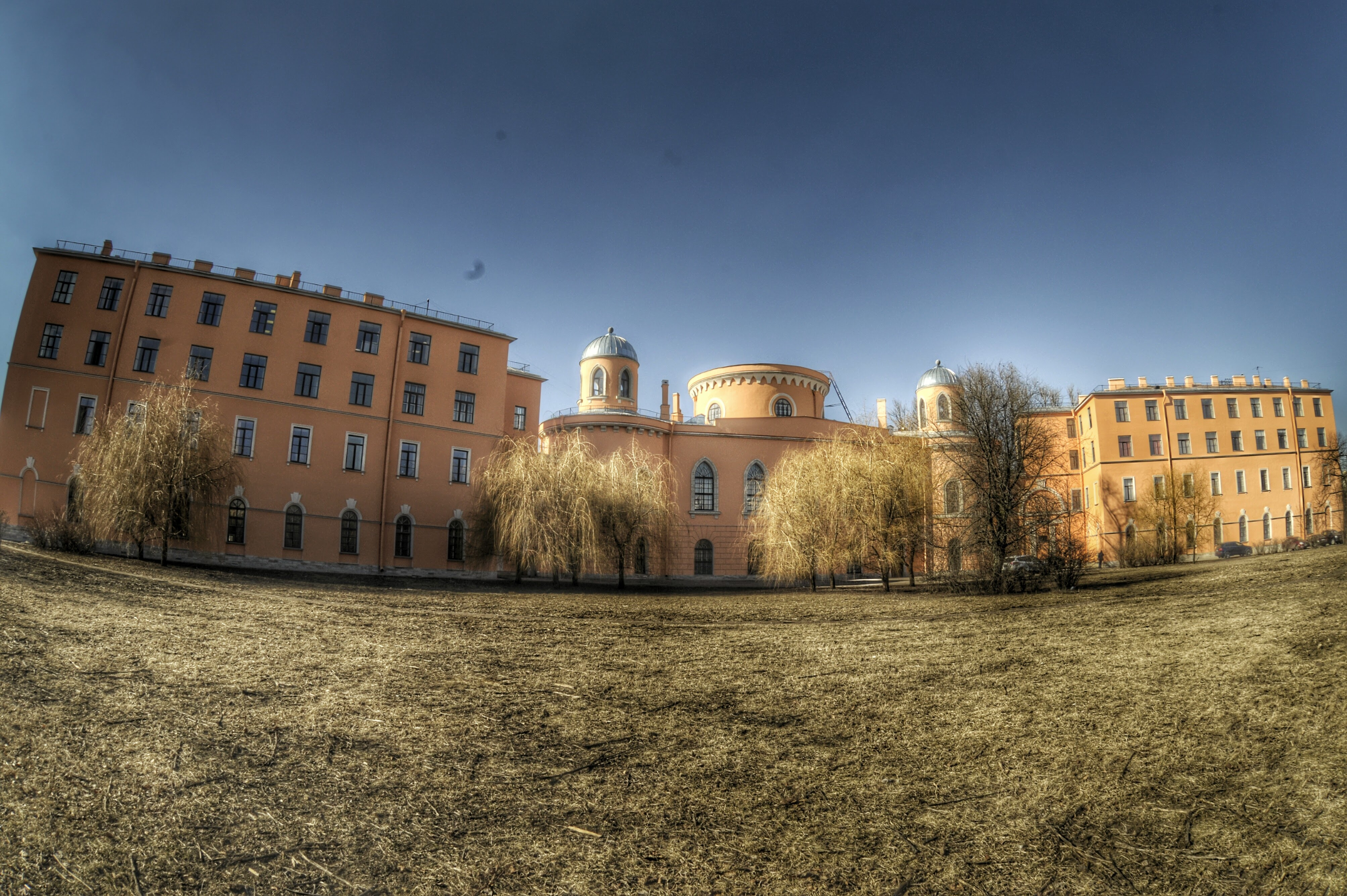
Le palais Tchesmé se présente avec une architecture naïve, enfantine

Si l'architecture extérieure est sévère, la décoration intérieure ne comprend aucune référence à l'architecture gothique et est un exemple de style caractéristique de Saint-Pétersbourg. Les voûtes et les murs sont séparés en différents panneaux garnis de couronnes, de guirlandes de fleurs, de médaillons, les motifs préférés de Georg Friedrich Veldten. Dans la pièce centrale du palais, le sculpteur Fedot Choubine a créé une galerie de portraits de grands princes et de tsars depuis l'époque de Riourik jusqu'à celle d'Élisabeth Petrovna. En 1830 ces sculptures en marbres ont été transférés au Palais des Armures à Moscou. Dans les salles latérales on trouvait encore des portraits des monarques européens qui régnaient en 1775. Catherine II voulait ainsi affirmer la légalité de son règne parmi les représentations de tous ces rois.
De 1831 à 1836, l'architecte Alexandre Chtaubert dirige les travaux de transformations du palais en maison-dieu. Dans chaque aile est ajouté un niveau. Les parapets dentelés sont détruits et les tours sont recouvertes de dômes semi-circulaires.

## Le service à la grenouille verte
Le service est commandé en Angleterre au céramiste Josiah Wedgwood par Catherine II en 1770 spécialement pour le palais Tchesmé, qui s'appelait encore Palais du marécage des grenouilles.(Palais Kikerikeksenski en finnois). Le palais a été construit sur un marais appelé marais des grenouilles et c'est la raison pour laquelle sur chacune des 952 pièces du service est représentée une grenouille. Le service est réalisé en faïence de couleur crème, caractéristique des productions de Josiah Wedgwood. Les 1244 paysages reproduits sur les pièces sont des vues historiques de la vieille Angleterre. La variété des formes, simples et paisibles, la technique parfaite de réalisation, la richesse de la gamme des coloris rend ce service unique. Il fait aujourd'hui partie de la collection de céramiques anglaises de l'Ermitage.

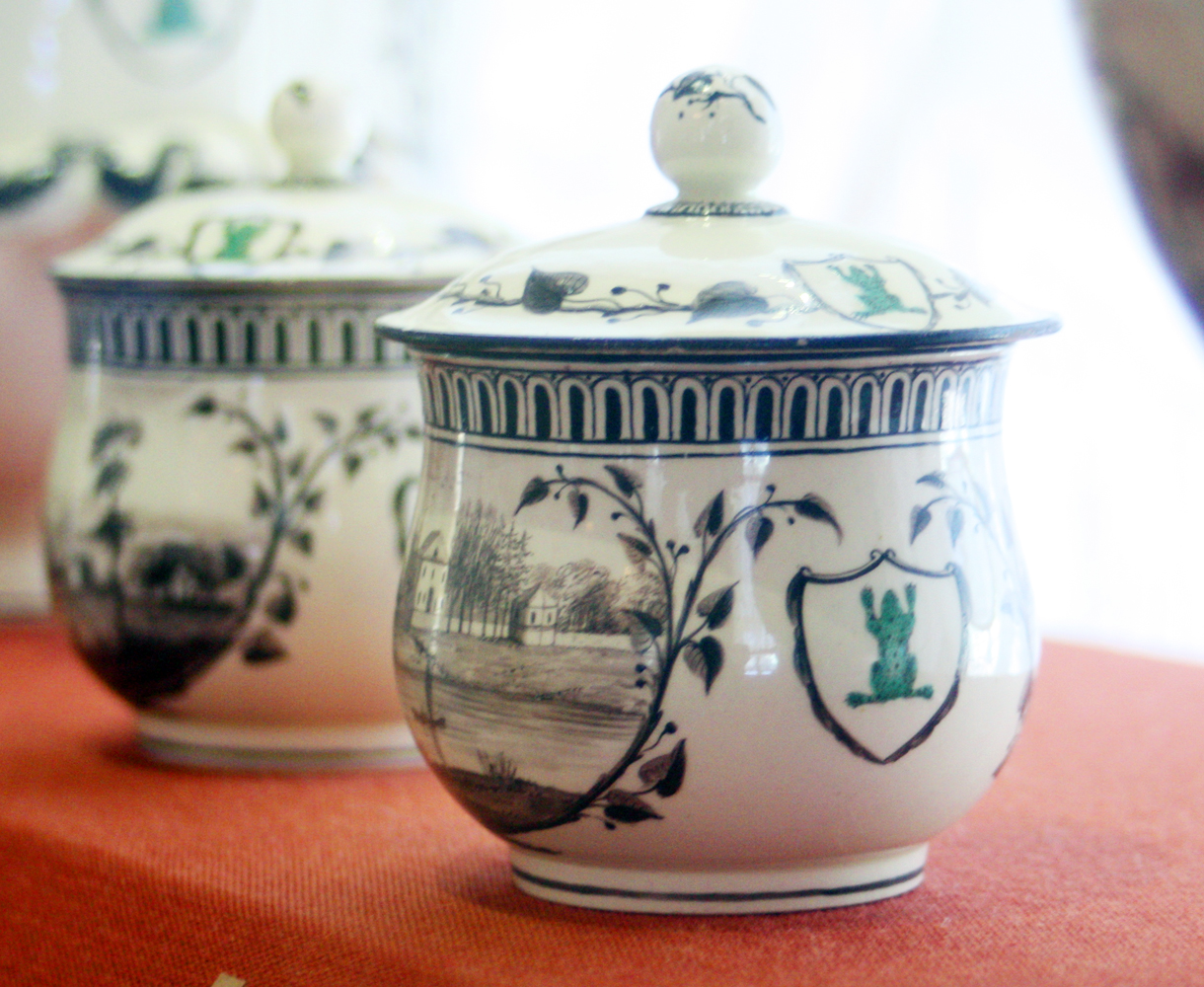
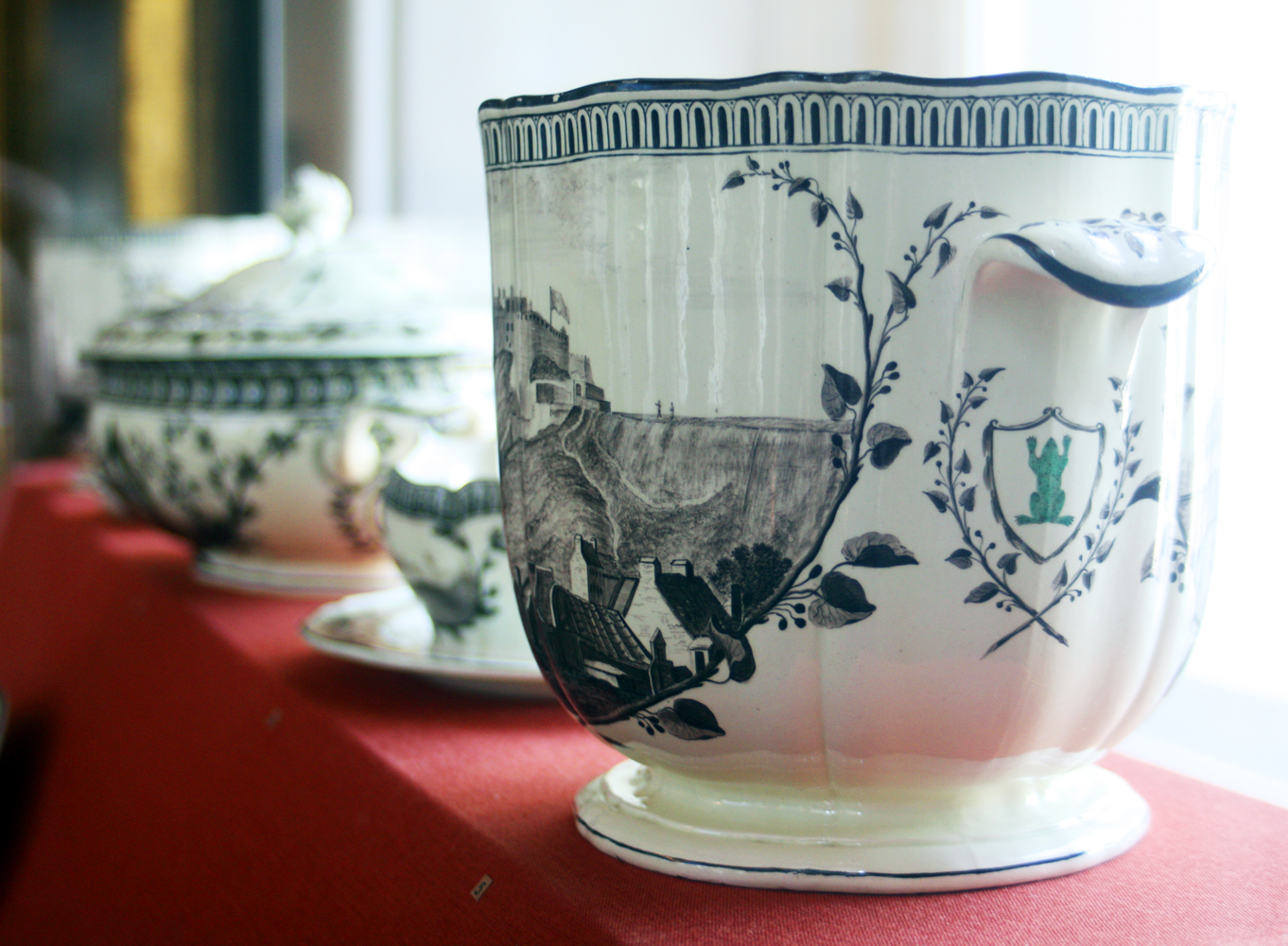
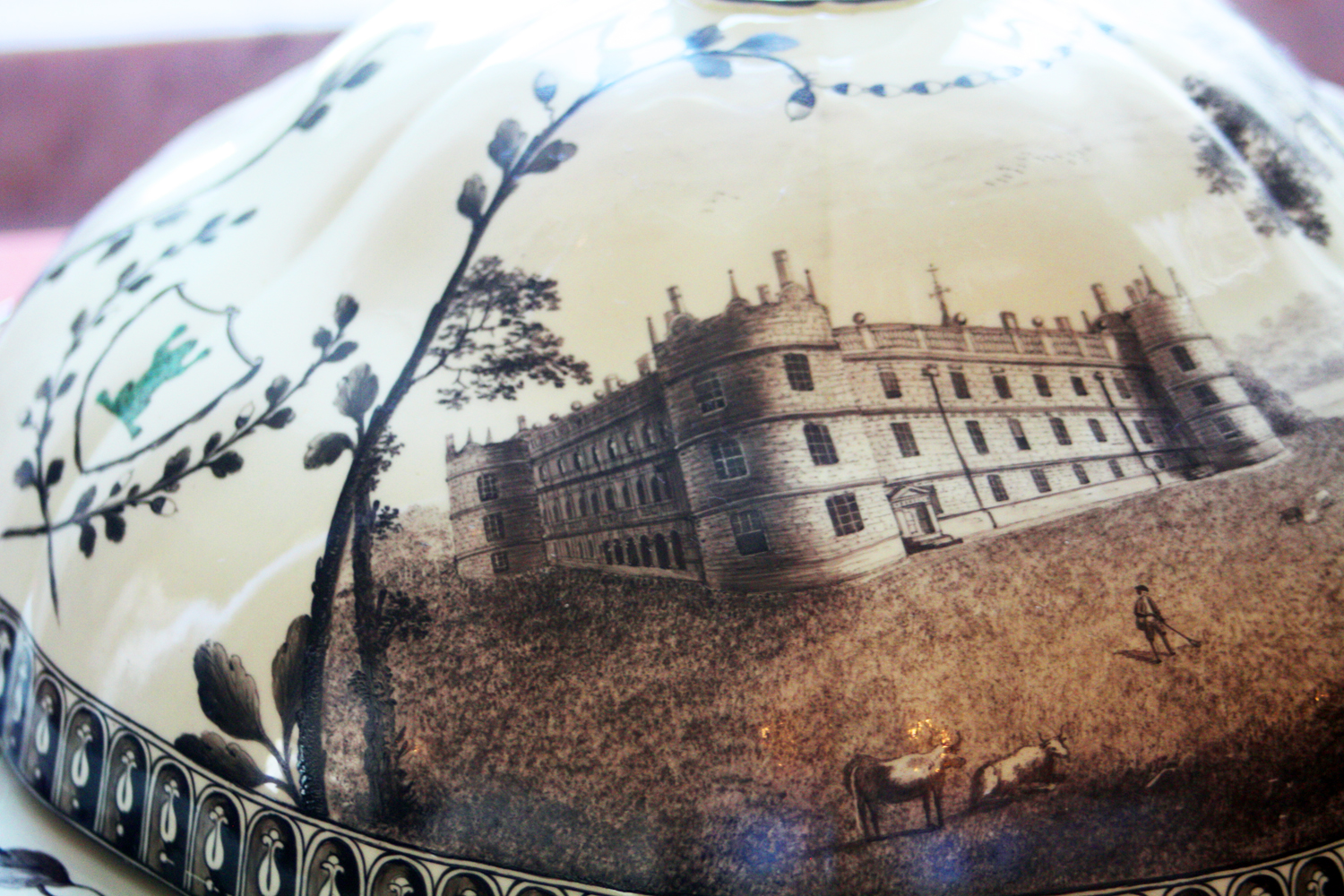
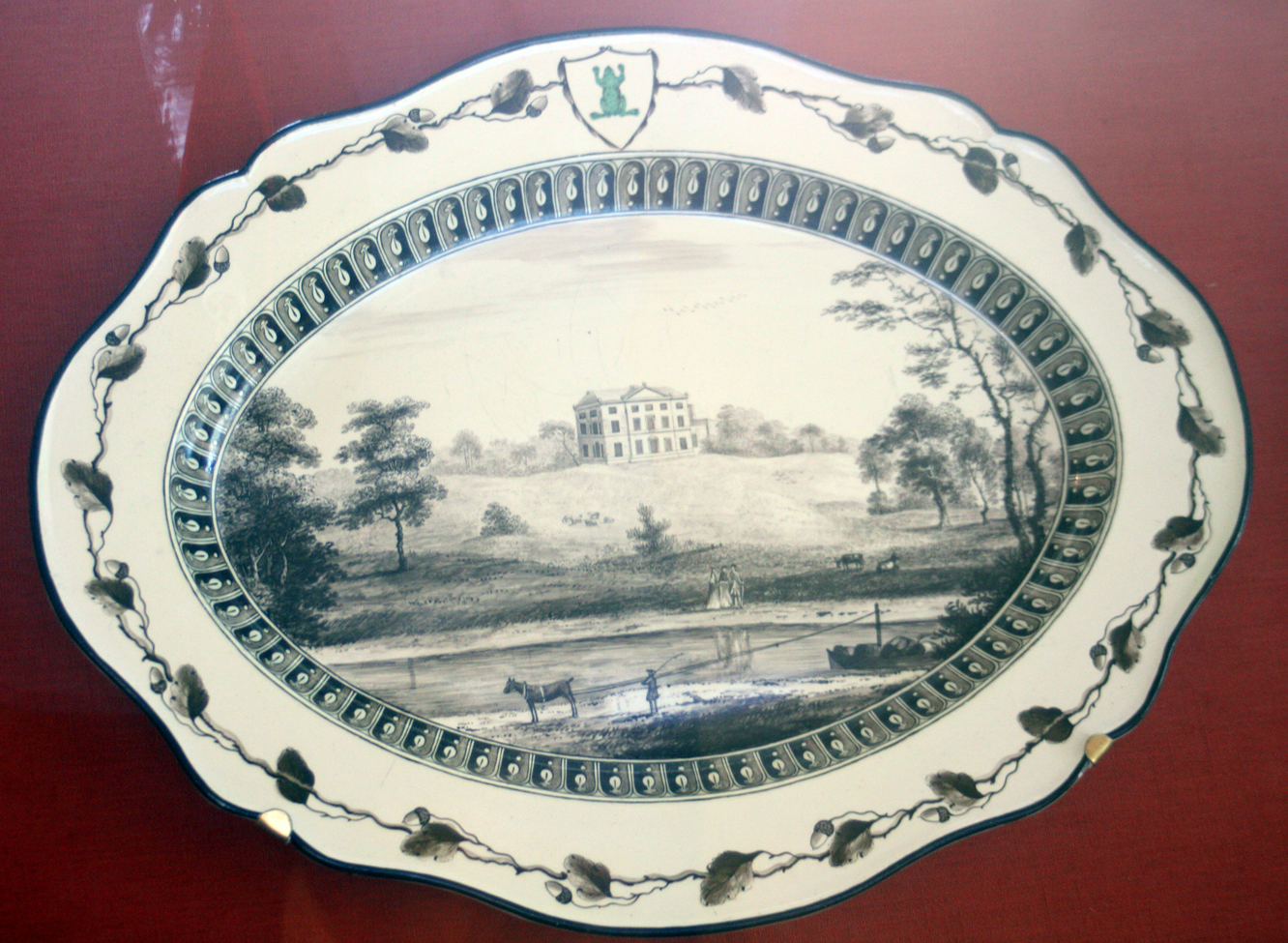
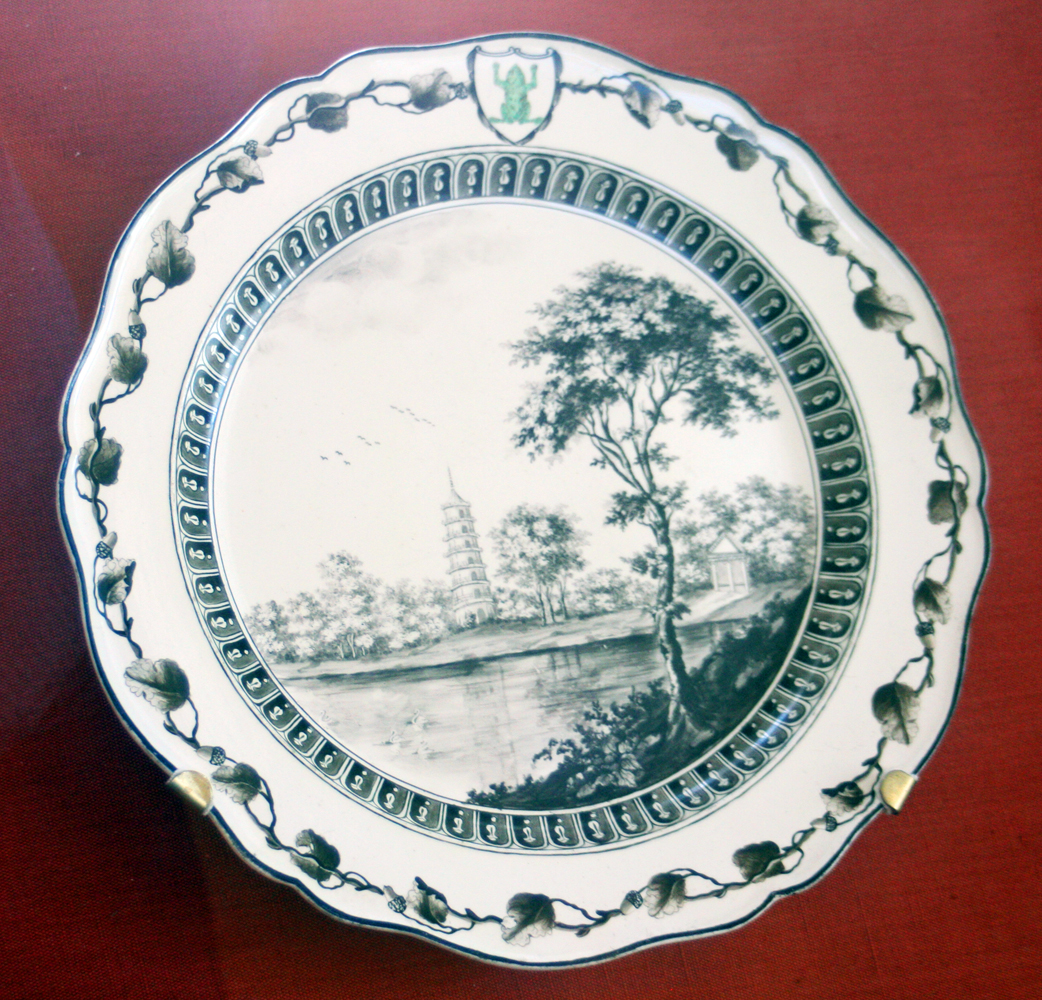
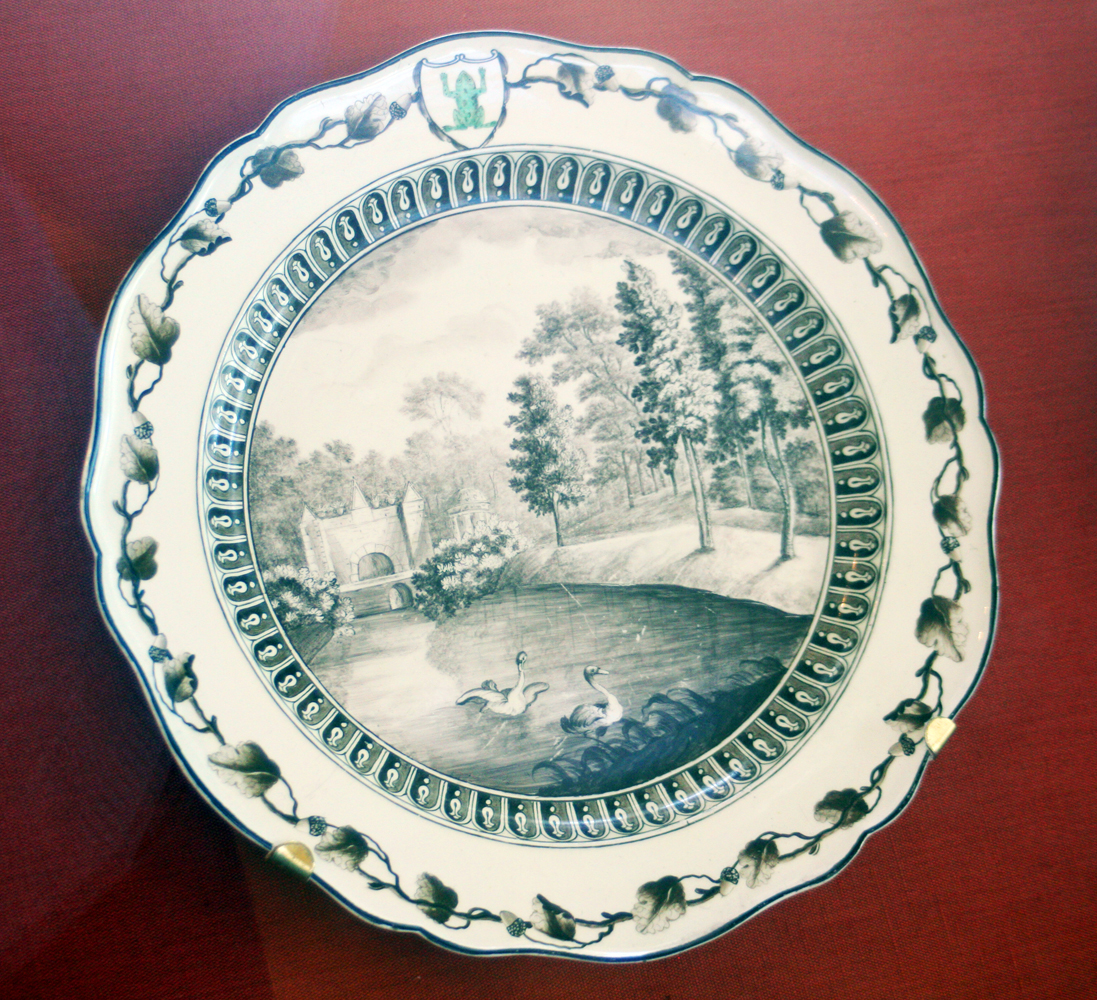
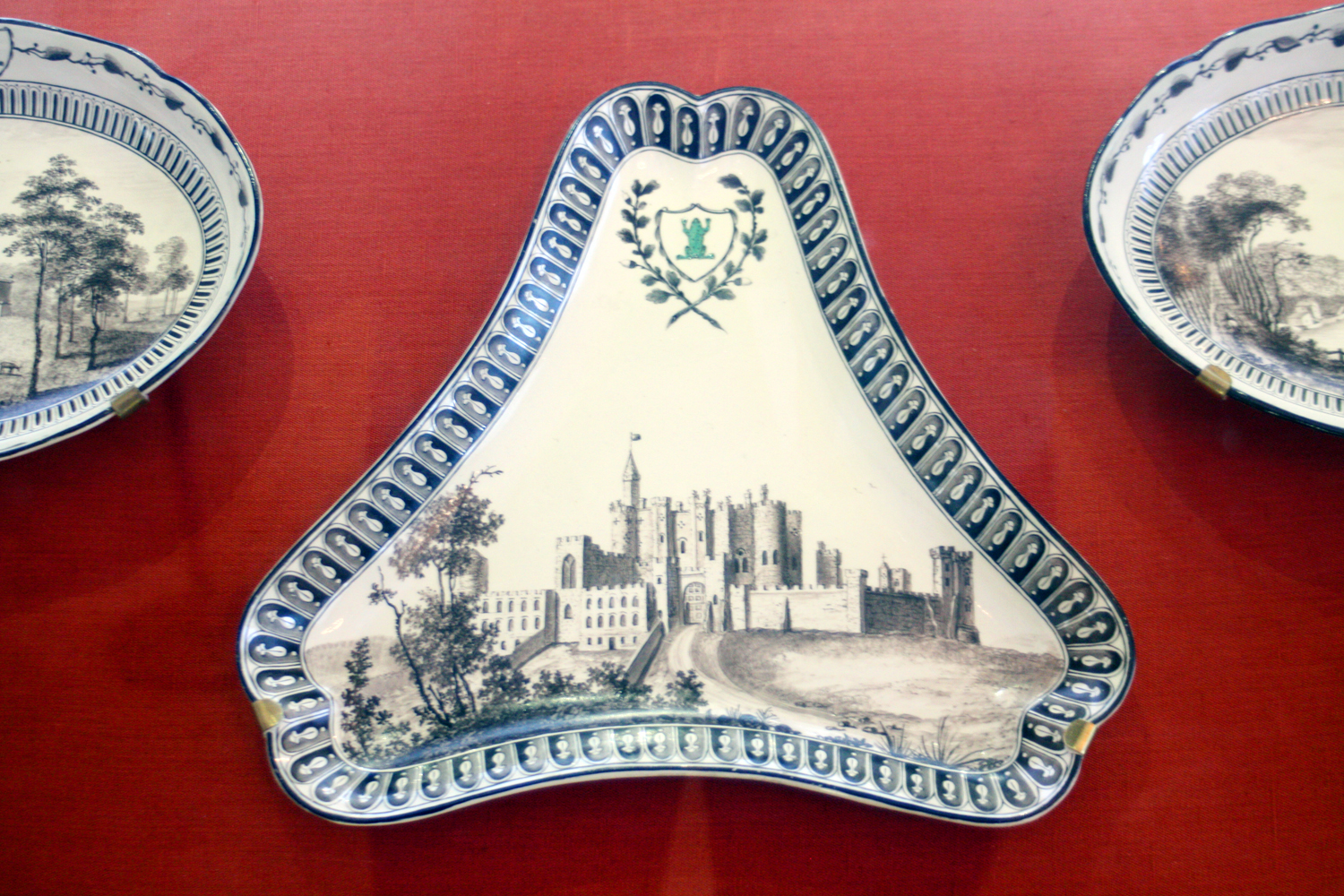